# Baltazaria rufata
Baltazaria rufata är en stekelart som beskrevs av Dmitriy R. Kasparyan och Ruiz-cancino 2005. Baltazaria rufata ingår i släktet Baltazaria och familjen brokparasitsteklar. Inga underarter finns listade.